# La Grand-mère cybernétique
Pour plus de détails, voir Fiche technique et Distribution.
La Grand-mère cybernétique (Kybernetická babička) est un court métrage d'animation de science-fiction tchécoslovaque réalisé par Jiří Trnka, sorti en 1962 et dont l’origine serait une nouvelle écrite par Ivan Klima.

## Synopsis
La grand-mère d'une fillette est remplacée par une sorte de robot ultra-perfectionné, capable de tout faire... mais bien décevante.

## Fiche technique
- Titre : La Grand-mère cybernétique
- Titre original : Kybernetická babička
- Réalisation : Jiří Trnka
- Scénario : Jiří Trnka
- Musique : Jan Novák
- Photographie : Jirí Safár
- Montage : Hana Walachová
- Production :
- Pays :  Tchécoslovaquie
- Genre : Animation, horreur et science-fiction
- Durée : 29 minutes
- Technique : marionnettes
- Date de sortie : 1962

## Commentaire
Une réflexion sur l'évolution de la société et le progrès technique.

## Autour du film
Kybernetická babička est aussi le titre d'un album du groupe rock Stereolab qui revendique l'œuvre de Trnka comme source d'inspiration.

## Distinctions
- 1963 : Deuxième prix dans la section internationale au festival de Bilbao ; Prix "Golden Seal" au festival de Trieste.